# 丹生神社 (田辺市)
丹生神社（にうじんじゃ）は、和歌山県田辺市の龍神村上山路地区にある神社である。

## 祭神
主祭神は丹生都比売神。

## 祭典
丹生神社祭典（11月第1日曜日）
宵宮に、まといと呼ばれる大提灯を連ね集まってくる。翌日は朝から神前式が始まる。